# Tau Andromedae
Tau Andromedae (53 Andromedae) é uma estrela na direção da constelação de Andromeda. Possui uma ascensão reta de 01h 40m 34.80s e uma declinação de +40° 34′ 37.6″. Sua magnitude aparente é igual a 4.96. Considerando sua distância de 681 anos-luz em relação à Terra, sua magnitude absoluta é igual a −1.64. Pertence à classe espectral B8III. É uma estrela variável suspeita.